# محمدامین درویشی
محمدامین درویشی یک بازیکن فوتبال اهل ایران است که برای باشگاه فوتبال شهرداری بندرعباس در پست مهاجم بازی می‌کند.
وی همچنین سابقهٔ دعوت شدن به تیم ملی فوتبال امید ایران را در کارنامه دارد.